# Pimpla sumichrasti
Pimpla sumichrasti (лат.) — вид ихневмоноидных наездников рода пимплы из подсемейства Pimplinae (Ichneumonidae, Hymenoptera).

## Распространение
Неотропический регион (Аргентина, Бразилия, Коста-Рика, Эквадор, Гватемала, Мексика, Парагвай, Перу, Венесуэла), Колумбия.

## Описание
Перепончатокрылые насекомые-ихневмониды, которые от близких видов отличаются следующими признаками: основная окраска жёлтая с чёрными отметинами; голова от ярко- до довольно тускло-жёлтой с чёрными отметинами, мезосома преимущественно жёлтая или оранжевая, иногда с чёрными отметинами; скуловой промежуток узкий, менее 0,75× базальной ширины мандибул, у самца менее 0 60× базальной ширины мандибул; мезоскутум жёлтый с тремя продольными чёрными полосами; переднее крыло с вершинным чёрным пятном и сильно извилистой жилкой Rs; метасома с латеротергитами V узкая, менее 0,30× длины; тергит TI самки довольно тонкий, в профиль равномерно выпуклый; самка с тергитами VI—VII почти полностью чёрная. Тергиты 2—3 метасомы центрально довольно мелко и плотно пунктированы; пунктиры отделены друг от друга примерно собственным диаметром. Вершина яйцеклада слегка вдавлена. Вид был впервые описан в 1874 году американским энтомологом Э. Т. Крессоном старшим (Ezra Townsend Cresson, senior; 1838—1926).